# Eggersriet
Eggersriet est une commune suisse du canton de Saint-Gall, située dans la circonscription électorale de Saint-Gall.
Elle est composée des villages de Grub SG et Eggersriet.

Photo aérienne (1949)